# 퉈커퉈 발전소
퉈커퉈 발전소(중국어 간체자: 托克托电厂, 병음: Tuōkètuō Diànchǎng)는 세계에서 가장 큰 석탄 화력 발전소이다. 이 발전소는 중국 내몽골 자치구 후허하오터시 퉈커퉈현에 위치한다. 이 발전소는 2018년에 세계에서 가장 많은 탄소를 배출하는 10대 석탄 화력 발전소 중 하나로 추정되었으며, 이산화 탄소 배출량은 2,946만 톤, 상대 배출량은 kWh당 1.45kg으로 추정된다. 이 발전소는 1995년 11월에 투오커투오 전력 회사에 의해 가동되었으며, 현재 투오커투오 전력 회사가 이 발전소를 소유하고 운영한다.
이 시설의 유닛들은 6개의 개별 단계로 가동되었으며, 각 단계는 각각 600 MW로 평가되는 두 개의 유닛으로 구성되어 있으며, 모두 석탄으로 가동된다. 1호기와 2호기는 2003년 6월과 7월에, 3호기와 4호기는 2004년 7월과 9월에, 5호기와 6호기는 2005년 9월과 11월에 가동되었고, 7호기와 8호기는 2006년 6월에, 9호기와 10호기는 2011년에 가동되었다. 두 개의 660 MW 초초임계압 유닛은 2017년에 가동되었다.
전기는 500-kV 송전선을 통해 베이징시로 공급된다.
1단계 두 유닛의 가동 간격 50일은 화북 지역에서 유사 유닛 중 최단 건설 시간이라는 신기록을 세웠다.

## 연료 공급
발전소는 약 50 km (31 mi) 떨어진 중가르 탄전에서 석탄을 채굴하며, 약 12 km (7 mi) 떨어진 황하에서 물을 끌어와 필요한 물을 충당한다.

## 같이 보기
- 석탄 화력 발전소 목록
- 최대 발전소 목록
- 중국의 발전소 목록